# Huevo de Fabergé

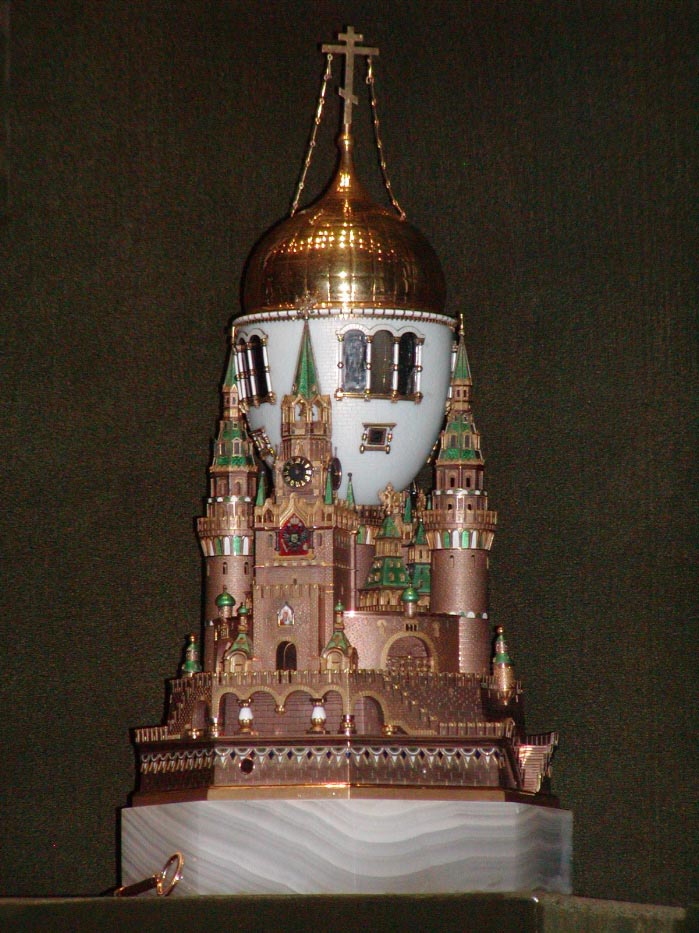
Huevo del Kremlin de Moscú, de 1906.

Un huevo de Fabergé es uno de los cincuenta y dos huevos de Pascua creados por Carl Fabergé y sus artesanos de la firma Casa Fabergé para los zares de Rusia, así como para algunos miembros de la nobleza y la burguesía industrial y financiera, entre los años 1885 y 1917. Los huevos se consideran obras maestras de la orfebrería.

## Historia
La fiesta más importante del calendario de la Iglesia ortodoxa rusa es la Pascua. Se celebra con tres besos y el intercambio de huevos de Pascua. Por lo que respecta a los huevos imperiales de Fabergé, estos comenzaron a fabricarse en 1885 cuando el zar Alejandro III encargó un huevo de Pascua para su esposa, la emperatriz María Fiódorovna. El huevo recordaba a la patria de la emperatriz; Dinamarca, ya que el joyero se había inspirado en un huevo de Pascua que se encontraba en las colecciones reales danesas y tanto agradó a la zarina que el zar ordenó que Peter Carl Gustávovich Fabergé fabricara un huevo de Pascua cada año para la zarina, estipulando solamente que el huevo fuese único y que encerrase una sorpresa.
También en 1885 Fabergé fue nombrado proveedor oficial de la corte imperial rusa. El joyero y su equipo de orfebres y artesanos, entre ellos maestros joyeros como el ruso Michael Perkhin y los finlandeses Henrik Wigström y Erik August Kollin, diseñaron y confeccionaron huevos de Pascua durante once años más para Alejandro III de Rusia hasta que este falleció, continuando su hijo y sucesor Nicolás II con la tradición. Estos proyectos se convirtieron en prioridad absoluta de la compañía y fueron planeados y trabajados con un año o más de antelación: la sorpresa que contenía el huevo se mantenía siempre en secreto.
Para el diseño de los huevos imperiales Fabergé se inspiró en distintos estilos artísticos europeos, como el Barroco, el Rococó, el Neoclásico o el Modernista, así como en obras de arte que contempló durante sus estancias y viajes por Europa. Había huevos creados para conmemorar acontecimientos tales como la coronación del zar Nicolás II, la terminación del ferrocarril Transiberiano, así como para celebrar aniversarios importantes. Otros huevos guardaban en su interior el yate imperial Standart, la catedral de Uspensky, el palacio de Gátchina o el palacio Alejandro, por citar unos ejemplos.
De los 52 huevos que hizo en total la Casa Fabergé para los zares, la aristocracia y la élite industrial y financiera, se conservan 46. Se conocen cincuenta y dos huevos imperiales, cuarenta y cuatro de los cuales se han localizado hoy, entre ellos los dos últimos de 1917 que nunca fueron entregados ni terminados a causa de la Revolución rusa, destacando el huevo de la constelación del Zarévich. Los restantes 8 huevos imperiales se consideran perdidos o desaparecidos (Stalin ordenó venderlos para recaudar fondos); dos se conocen solamente por haber sido fotografiados en primer plano, otros tres se han descubierto en 2007, dos de ellos en una foto tomada a una vitrina de la zarina María Fiódorovna, donde aparece el tercer huevo imperial (este huevo fue recientemente descubierto y será rematado) y el huevo con querubín y carruaje, este último quedó reflejado en el cristal de la misma, en cuanto al huevo del neceser figura en una fotografía de la joyería Wartski, Londres, en la parte inferior de una vitrina. No se tiene ningún documento visual de los otros tres.
Otros siete huevos de Pascua fueron encargados por Alejandro Ferdinándovich Kelch, dueño de minas de oro en Siberia, para su esposa Bárbara. Asimismo, personajes de la época como Alfred Nobel, el Príncipe Yusúpov, los duques de Marlborough entre otras personas de categoría no imperial encargaron los suyos, sumando un total de ocho huevos. Sin embargo, la colección imperial de huevos de Pascua encargada por los dos últimos zares rusos es la más famosa.

## Descripción y materiales
Entre los materiales usados por Fabergé figuran metales como el oro, platino, plata, cobre, níquel, paladio y acero, los cuales fueron combinados en distintas proporciones con el fin de conseguir diferentes colores para la «cáscara» del huevo.
Otra técnica usada por Fabergé fue la conocida como guilloché, un tratamiento de grabado superficial sobre metal que consiste en hacer ondas, estrías o cualquier otro dibujo, de un modo repetitivo y simétrico, que se podía realizar a máquina o a mano. Fabergé se mostraba orgulloso de que todas las materias primas que se empleaban en su taller provenían de distintas partes de Rusia. Muchos huevos incluían minerales como el jaspe, la malaquita, la rodonita, el cristal de roca, el ágata, la aventurina, el lapislázuli y el jade (nefrita sobre todo, aunque usaba a veces la jadeíta). El huevo de 1917, destinado a la zarina María Fyodorevna, estaba realizado en madera de abedul de Karelia.
Las piedras preciosas, incluyendo los zafiros, los rubíes y las esmeraldas, fueron utilizadas para la decoración de los huevos y/o la sorpresa que contenían. Cuando se usaban era en la talla conocida como cabujón (corte redondo). En cuanto al tipo de talla empleada para los diamantes, era la típica talla rosa. Por otra parte, también se emplearon piedras semipreciosas como las piedras de luna, los granates, los olivinos y las piedras de Mecca, usadas más a menudo en la talla cabujón.
La fuente primaria de inspiración de Fabergé venía de los trabajos de siglos anteriores. El esmalte translúcido era una técnica muy valorada en el siglo XIX, que requería de varias capas de esmalte que se secaban en un horno después de aplicar cada capa. Sin embargo, durante el siglo XIX se disponía solamente de una limitada gama de colores, de modo que Fabergé experimentó y pronto aumentó su paleta de colores hasta lograr más de 140 tonalidades diferentes. El más apreciado fue el esmalte de ostra, el cual variaba de color dependiendo de la luz.
La Casa Fabergé fabricó, entre otros tantos objetos decorativos, accesorios para escritorio y joyas y muchos más huevos de Pascua, pero los más célebres son los que a continuación se detallan.

## Huevos

### Huevos Imperiales
d = desaparecido
f = se conoce por fotografías
(la numeración que aparece sigue el orden con el que fueron regalados los huevos).
Regalados por el zar Alejandro III de Rusia a su esposa, la emperatriz María Fiódorovna:

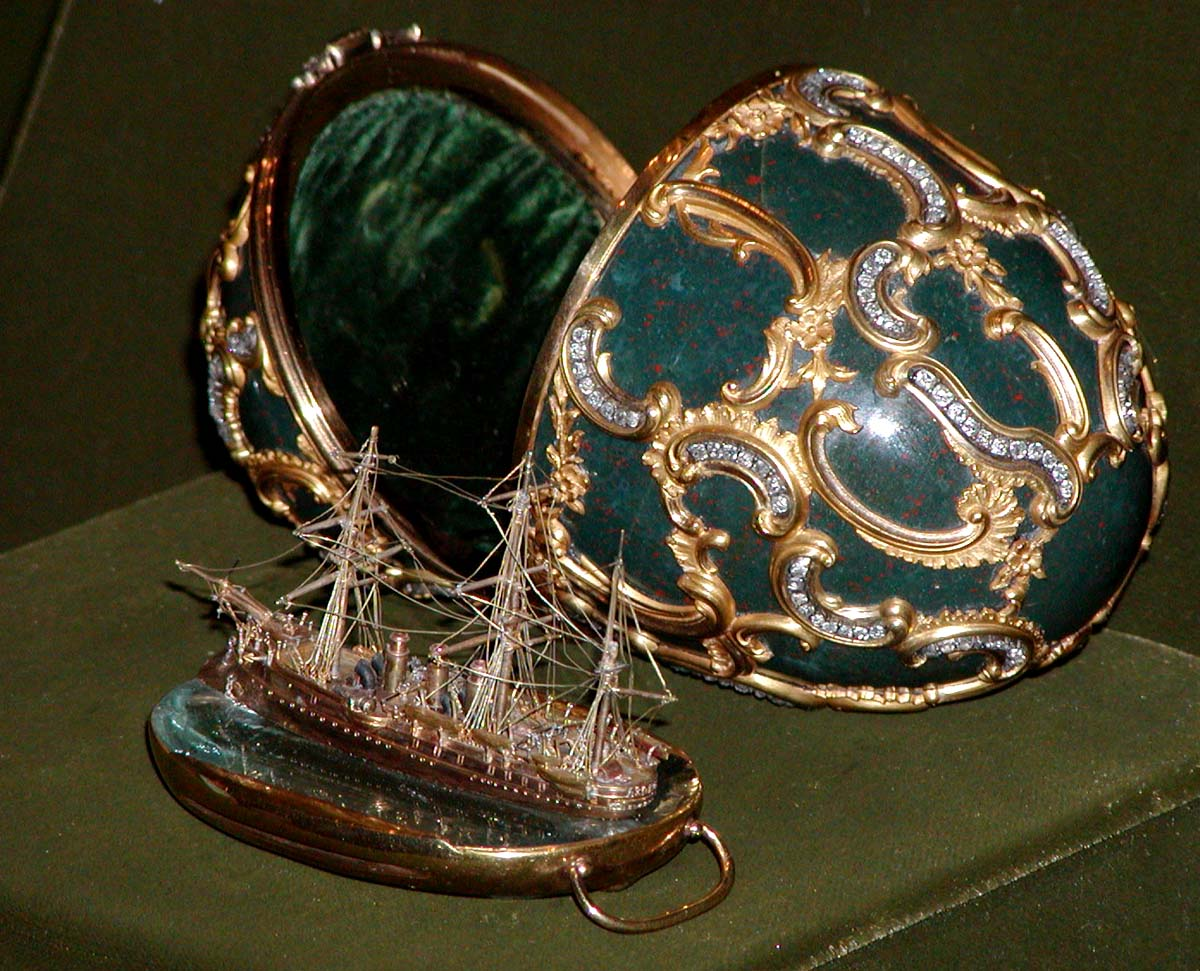
Huevo del Pamiat Azova.

- 1885: 1 Primer huevo imperial de gallina.
- 1886: 2 Huevo de gallina con pendiente de zafiro (d).
- 1887: 3 Huevo Acanalado de oro.
- 1888: 4 Huevo del querubín con carro (d) (f).
- 1889: 5 Huevo neceser (d) (f).
- 1890: 6 Huevo de los palacios daneses.
- 1891: 7 Huevo Memoria del Azov.
- 1892: 8 Huevo del enrejado de diamantes.
- 1893: 9 Huevo del Cáucaso.
- 1894: 10 Huevo del Renacimiento.

Regalados por Nicolás II de Rusia a su madre, la emperatriz María Fiódorovna:

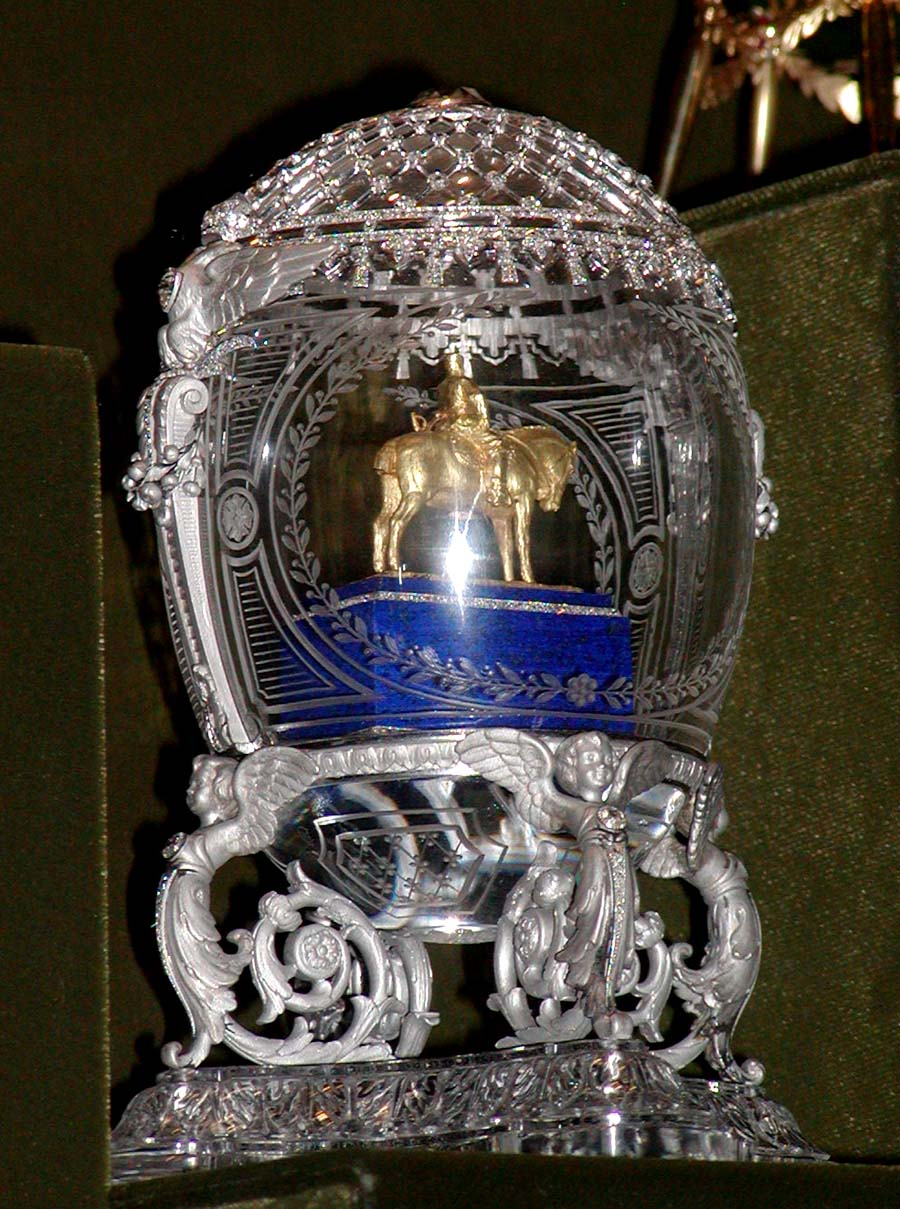
Huevo de Alejandro III ecuestre.

- 1895: 11 Huevo del reloj de la serpiente azul.
- 1896: 13 Huevo de los doce monogramas o de Alejandro III con retratos.
- 1897: 15 Huevo malva (con miniaturas) (d).
- 1898: 17 Huevo del pelícano de oro.
- 1899: 19 Huevo del pensamiento.
- 1900: 21 Huevo del gallito (conocido anteriormente como el del "Reloj de Cuco").
- 1901: 23 Huevo del palacio de Gatchina.
- 1902: 25 Huevo imperio de nefrita.
- 1903: 27 Huevo del jubileo danés (d) (f).
- 1904: No se tienen datos sobre la fabricación de huevos en este año.
- 1905: No se tienen datos sobre la fabricación de huevos en este año.
- 1906: 29 Huevo del cisne imperial.
- 1907: 31 Huevo del trofeo del Amor.
- 1908: 33 Huevo del pavo real.
- 1909: 35 Huevo conmemorativo de Alejandro III (d) (f).
- 1910: 37 Huevo de Alejandro III ecuestre.
- 1911: 39 Huevo de laurel.
- 1912: 41 Huevo napoleónico.
- 1913: 43 Huevo de invierno
- 1914: 45 Huevo de Catalina la Grande o de la Grisalla.
- 1915: 47 Huevo de la Cruz Roja con retratos.
- 1916: 49 Huevo de la Orden de San Jorge/de la Cruz de San Jorge.
- 1917: 51 Huevo de abedul de Carelia (sin entregar a la emperatriz María).

Regalados por Nicolás II de Rusia a su esposa, la emperatriz Alejandra Fiódorovna Románova:

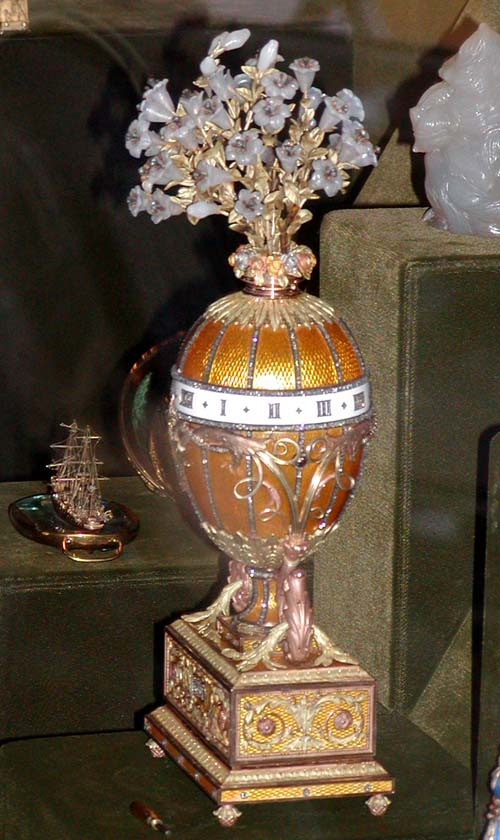
Huevo de los lirios de la Virgen.

- 1895: 12 Huevo del capullo de rosa.
- 1896: 14 Huevo con miniaturas giratorias.
- 1897: 16 Huevo de la coronación imperial.
- 1898: 18 Huevo de los lirios del valle.
- 1899: 20 Huevo del reloj del ramo de lirios.
- 1900: 22 Huevo del transiberiano.
- 1901: 24 Huevo de la cesta de flores.
- 1902: 26 Huevo del trébol.
- 1903: 28 Huevo de Pedro el Grande.
- 1904: No se tienen datos sobre la fabricación de huevos en este año.
- 1905: Idem.
- 1906: 30 Huevo de la Catedral de Uspensky o del Kremlin.
- 1907: 32 Huevo enrejado de rosas.
- 1908: 34 Huevo del palacio de Alejandro
- 1909: 36 Huevo del yate imperial Standart.
- 1910: 38 Huevo de la columnata.
- 1911: 40 Huevo del decimoquinto aniversario.
- 1912: 42 Huevo del Zarevich.
- 1913: 44 Huevo del tricentenario de los Romanov.
- 1914: 46 Huevo Mosaico
- 1915: 48 Huevo de la Cruz Roja con tríptico de la Resurrección.
- 1916: 50 Huevo militar de acero.
- 1917: 52 Huevo de la constelación del Zarevich (sin terminar).

### Huevos Kelch
- 1898: 1   Huevo de la gallina.
- 1899: 2   Huevo de los doce paneles.
- 1900: 3   Huevo de la piña.
- 1901: 4   Huevo de la flor de manzano.
- 1902: 5   Huevo "Rocalla".
- 1903: 6   Huevo bombonera.
- 1904: 7   Huevo del gallo cantor.

### Huevos de calidad similar al Imperial
- 1902: Huevo de la Duquesa de Marlborough.
- 1902: Huevo Rothschild
- 1907: Huevo Yussupov.
- 1914: Huevo de hielo de Alfred Nobel.
- Huevo de la Resurrección (1885-1889).
- Huevo de lapislázuli.

### Otros huevos
- Huevo de las flores de primavera (1899-1903).
- Huevo acanalado de esmalte azul (1885-1891).
- Huevo de gallina de Escandinavia/de Quisling (1899-1903).
- Huevo del crepúsculo (1917).

## Galería de imágenes

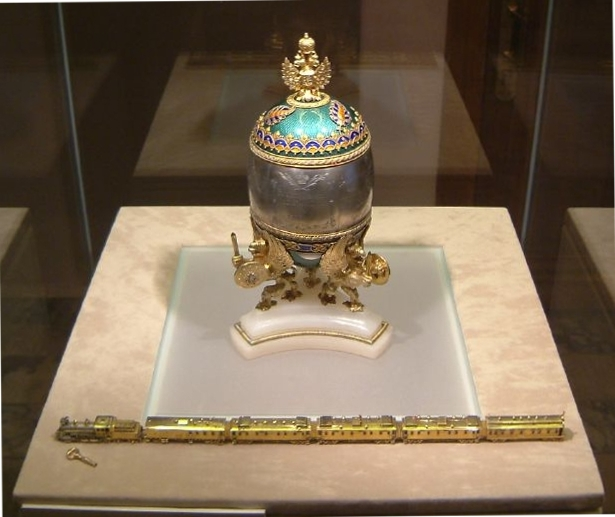
Huevo del Transiberiano (1900).
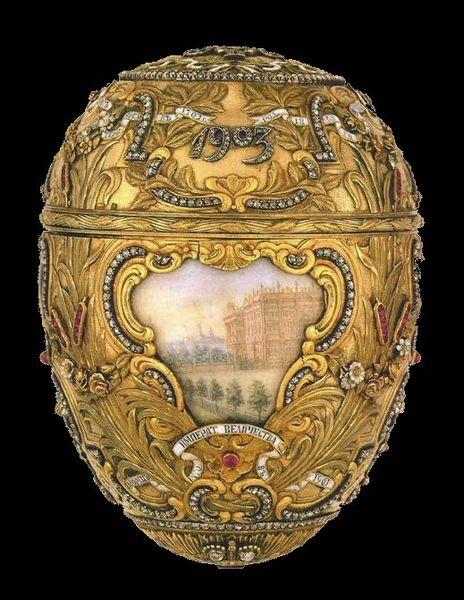
Huevo de Pedro el Grande (1903).
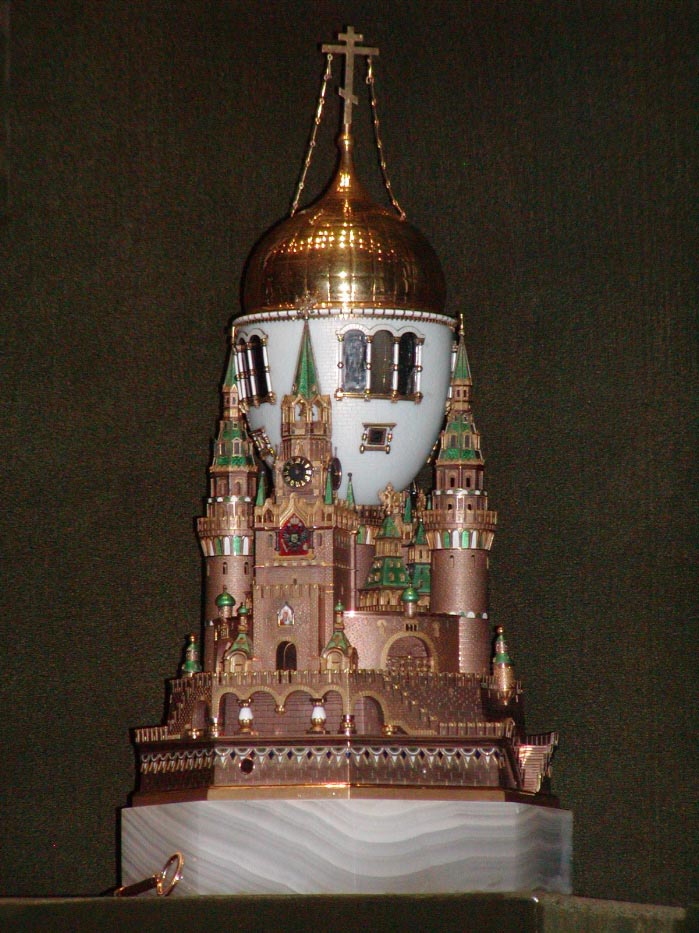
Huevo de la Catredral Uspensky, también llamado del Kremlin (1906).
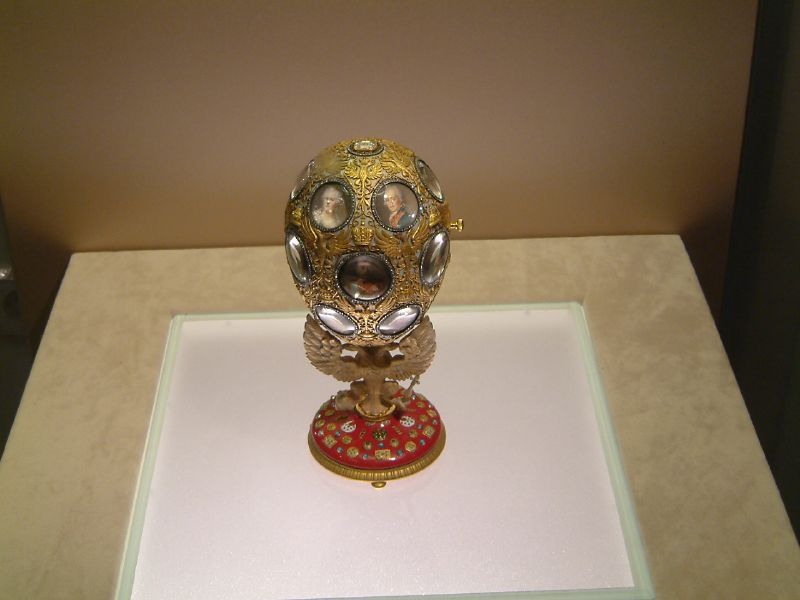
Huevo del tricentenario de los Románov (1913).

## En la cultura popular
- En la película Angel (1937), la actriz Marlene Dietrich lució un diseño de Travis Banton conocido como vestido Fabergé.
- En la serie de televisión La Reina del sur, el narcotraficante ruso Oleg Yasikov le regala un Huevo de Faberge a Teresa Mendoza.
- En la película Ocean's Twelve (2004), el objeto a robar es el Huevo de la Coronación de Fabergé, que se exhibirá en Roma en la «Galleria D´Arte».
- En la película Octopussy, de la saga de James Bond, un huevo Fabergé (similar al desaparecido huevo del querubín y el carruaje) se utiliza como señuelo para descubrir una organización de tráfico de armas.
- En la película Noche de Juegos, se busca un huevo de Fabergé, que supuestamente contiene una lista que la mafia desea.
- En la serie Peaky Blinders (temporada 3 episodio 5), Tommy y Alfie planean robar el tesoro de la mafia rusa, entre ellos, un huevo Fabergé.
- En la serie Guante blanco (2008), en el capítulo «La ninfa de oro» (1x07).
- En la película The Code (2009) con Antonio Banderas y Morgan Freeman se roba el huevo de madera de 1917.
- En la película El abuelo que saltó por la ventana y se largó (2013).
- En la serie The Romanoffs (2018), en el capítulo «Los huevos de Fabergé» (1x01).
- En la película francesa Intouchables de (2011).
- En la serie francesa Lupin (2021) (1x05).
- En la serie Riverdale (2017) Capítulo 9, Temporada 3. Toni y Cheryl roban el huevo en la casa de Verónica.
- En la serie Legends of Tomorrow (2020) Capítulo 2, Temporada 5. Mick Rory roba el huevo a los Romanov.
- En la serie Los Simpson, aparecen en dos episodios: 6x22 y 17x07.
- En la serie El internado.
- En la serie Los Únicos (2011).